# 潛泳競遠
潛泳競遠（Plunge for distance）是盛行於19世紀至20世紀初的跳水競賽項目，曾作為正式比賽項目列入1904年聖路易斯奧運會比賽項目。直到1920年代，該項目逐漸式微，最終從英美游泳競賽中消失。

## 簡介

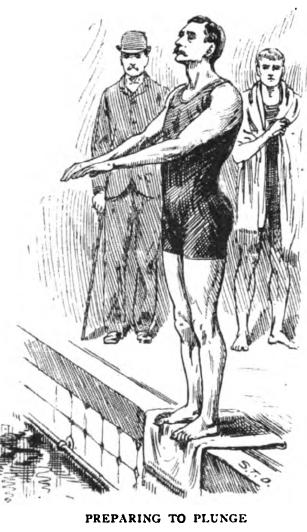
準備跳水

根據美國游泳協會 1920 年的官方游泳指南，距離潛泳「是一種從靜止起跳的潛水，起跳高度為水面以上 18 英吋，且無彈跳動作。到達水面後，潛泳者面朝下滑行 60 秒，期間不使用手臂和腿部產生任何推進力。」 為了確定總行程距離，測量方式是從起點最遠身體部位開始測量，也就是「與基線成直角的點的對面。」通常來說，肥胖在這個運動項目中是個優勢 。60秒的限制似乎是在1893年左右的英國潛泳錦標賽中實施的。
潛泳競遠開始備受批評，被認為「根本不是一項運動」，而是一個偏愛「僅僅是水中或多或少成功地落入水中，並依賴慣性來獲得積分的肥胖山丘」的競賽。紐約時報體育記者約翰·基爾南（John Kiernan）曾將該活動描述為「運動競賽中最慢的東西」，並指出「那些參與這項劇烈運動的健壯傢伙們只是沉重地將自己投入水中，像船道上的冰山一樣漂浮」。同樣，1893年的一份關於該運動的英國報告指出，觀眾並不熱衷於此，因為跳水運動員「在三十或四十英尺後以與蝸牛相似的速度移動，對於外行來說，比賽似乎是完全浪費時間」。

## 歷史

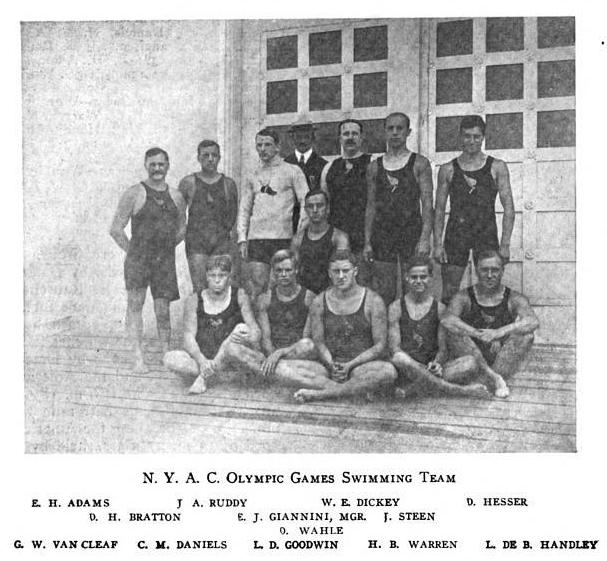
1904年紐約運動俱樂部奧運游泳隊成員，圖中包含潛水項目三位獎牌得主：威廉·迪基（後排中央蓄鬍者）、埃德加·亚当斯（後排最左）與李奧·古德溫（前排居中）

該運動確切起源尚未明確，但可能衍生自游泳比賽的起跳動作。拉爾夫·托馬斯1904年著作《游泳》記載英國潛水運動紀錄可追溯至1865年。在約翰·亨利·沃爾（John Henry Walsh）什1877年修訂版《英國鄉村運動》中，特別提到「楊格先生」於1870年創下56英尺潛水紀錄，並指出25年前有位名為德雷克的泳者已能潛游53英尺。
英國業餘游泳協會（當時稱為大不列顛游泳總會）於1883年首度舉辦「潛水錦標賽」。1900年，「潛水距離賽」已成為美國游泳賽事常規項目，《紐約時報》與《布魯克林鷹報》最早可追溯至1898年便有關於此項賽事的報導。

### 賽事紀錄
此項目最為人熟知的是其唯一一次奧運亮相——1904年聖路易斯奧運會。美國選手威廉·迪基以62英尺6英寸（約19.05公尺）成績奪金該紀錄至今仍是奧運官方成績。然此屆賽事僅五名選手參賽，且全數來自美國紐約運動俱樂部（New York Athletic Club）。迪基的隊友埃德加·亞當斯與李奧·古德溫分獲銀牌與銅牌。
迪基的奧運奪冠成績（62英尺6英寸/約19.05公尺）遠不及當時世界紀錄——1902年9月由英格蘭布特爾選手W·泰勒創下的79英尺3英寸（約24.16公尺）60秒限時賽紀錄。（在無時限條件下，泰勒更曾以73.6秒滑行82英尺/約25公尺）。

### 後續發展
儘管「潛泳競距」項目未再重返奧運舞台，但在美國業餘體育界與大學賽事中仍持續舉辦多年。截至1912年，賓夕法尼亞大學選手S·B·威利斯於60秒限時賽中游出80英尺（約24.38公尺），打破由米勒德·凱澤保持的75英尺11英寸（約23.14公尺）原美國紀錄。
截至1917年，美國學界賽事已多次嘗試廢除該項目，全國大學體育協會（NCAA）最終於1925年正式廢除。英國業餘游泳協會（A.S.A.）據記載於1937年後停辦官方賽事，然而部分資料顯示其賽事持續至1946年。

## 賽事發展

### 女子賽事
美國奧運選手夏洛特·博伊爾（Charlotte Boyle）於1917至1920年間多次刷新全國紀錄，在1920年3月表演賽中創下66英尺（20.12公尺）成績。1920年代初期，底特律北方高中學生海倫·諾蘭（Helen Nolan）與多蘿西·麥克伍德（Dorothy McWood）相繼改寫紀錄，其中麥克伍德於1922年4月以66英尺10英寸（20.37公尺）締造新猷。希爾達·丹德（Hilda Dand）更於1925年以71英尺（21.64公尺）首度改寫世界紀錄。

### 男子賽事
1906年由布特爾保持的82英尺7英寸（25.2公尺）紀錄維持14年後，1920年被底特律17歲選手弗雷德·施韋特（Fred Schwedt）以2英寸優勢打破。英國選手弗朗西斯·帕林頓（Francis Parrington）於1926年以85英尺6英寸（26.06公尺）大幅刷新紀錄，並在1933年締造86英尺8英寸（26.42公尺）的永久世界紀錄。

## 現代發展
1941年《紐約時報》專欄作家約翰·基蘭（John Kieran）指出該項目雖曾是「正式游泳賽事」，但「現已遭淘汰」。
近年出現復興跡象：2012年6月丹麥女將蘿拉·馮奇（Laura Funch）以101秒完成25公尺（82英尺）潛泳；2016年夏季奧運會期間亦有選手對此表現興趣。密西根州立大學游泳隊更自2010年代起於年度校友賽中復辦此項目，嚴格遵循20世紀初競賽規則並持續更新賽會紀錄。